# Adela Velarde Pérez
Adela Velarde Pérez (Ciudad Juárez, Chihuahua 8 de septiembre de 1900 - Texas, 4 de septiembre de 1971) fue una activista mexicana que participó en la Revolución mexicana.

## Biografía
Hija de Rafael Bernabé Velarde Samaniego y María de Jesús Pérez Pérez, Adela fue nieta de Rafael Velarde, amigo de Benito Juárez, quien dio alojamiento al Benemérito de las Américas en su exilio en Paso del Norte (hoy Ciudad Juárez). Desde joven su vocación fue la medicina y al ver la enorme cantidad de hombres que morían por falta de atención médica, decidió unirse a los 13 años de edad, sin el permiso de sus padres, a una de las brigadas de enfermeras de la Cruz Blanca Constitucionalista cuando se dirigían a Torreón.
Adela conoció al sargento Antonio del Río Armenta recién ella había ingresado al regimiento que atendía a los heridos, el propio sargento Antonio solo declaró su amor por medio del corrido que le compuso y la hizo famosa. En una de las batallas dirigidas por el coronel Alfredo Breceda que sucedieron en Torreón el sargento Del Río fallece en los brazos de Adela por las heridas sufridas mientras entregaba una cantimplora de aguardiente, para calmar los dolores a otro soldado.
Contrajo nupcias con Alejandro Martínez Ortega, en 1936, divorciándose de él al poco tiempo. Adela procreó dos hijos, Manuel y Joel Hernández Velarde.
Aun así, a ésta gran soldadera que fue Adela Velarde, la "Adelita", no se le reconoció su valor en el combate y tras la Revolución mexicana, todos se olvidaron de ella.
En 1962, se la reconoció como una veterana de la Revolución y por su oposición al gobierno de Victoriano Huerta.
El compositor Antonio del Río le dedicó "No me importa" que dice:
```
varias canciones como 
La Charrita
 y según algunas versiones, la canción 
La Adelita
,
 está dedicada a ella.
```

En 1965, según se sabe y se relata, se casa con el coronel Alfredo Villegas, con quien se reencontró tras sus años en el Ejército y quien era jefe del fallecido Antonio. Adelita vivió en Del Río, Texas hasta que falleció el 4 de septiembre de 1971 en San Antonio, Texas a causa de un leiomiosarcoma que la tuvo convaleciente durante 3 semanas hasta su deceso.
Su restos descansan en el cementerio San Felipe de la ciudad Del Río, Texas.